# Jan Buskermolen
Jan Buskermolen is een Nederlands sportbestuurder, vooral bekend om zijn langdurige betrokkenheid bij AFC Ajax, waar hij erelid van is.

## Betrokkenheid bij AFC Ajax
Buskermolen heeft diverse functies binnen AFC Ajax bekleed. In de jaren negentig was hij een van de eerste bestuursleden van de Supportersvereniging Ajax en speelde hij een rol bij de oprichting van het clubmagazine Ajax Life.
In december 2011 werd Buskermolen benoemd tot lid van de nieuw gevormde bestuursraad van Ajax, samen met onder anderen voorzitter Hennie Henrichs en Dick Schoenaker. Hij bekleedde deze functie tot augustus 2021.

## Voorzitterschap van Lucky Ajax
In maart 2024 werd Buskermolen benoemd tot voorzitter van Lucky Ajax, de vereniging van oud-spelers van de club. Hij volgde Theo van Duivenbode op, die na dertien jaar het voorzitterschap overdroeg tijdens het jaarlijkse Lucky Ajax Gala Diner.

## Professionele Achtergrond
Naast zijn functies binnen Ajax heeft Buskermolen ervaring in het organiseren van campagnes en evenementen, waarbij hij gespecialiseerd is in het werken binnen de driehoek van campagnes, events en sponsoring.